# Washburn A Mill

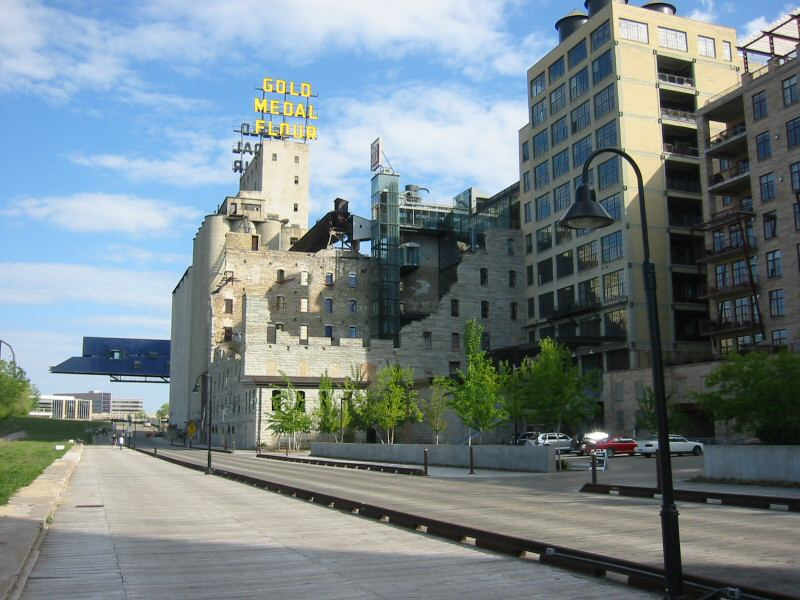
Der Komplex der Washburn A Mill in Minneapolis, Minnesota. Die blaue Struktur ist das Vordach des neuen Guthrie Theaters. Die beiden Gebäude auf der rechten Seite sind historisch, wurden aber für Wohnzwecke umgebaut.

Die Washburn A Mill war die zweitgrößte Getreidemühle in Minneapolis, Minnesota und wurde 1874 von Cadwallader C. Washburn erbaut. Der Gebäudekomplex der Mühle wurde 1878 durch eine Explosion zerstört, bei der 18 Personen getötet wurden.
Die Mühle wurde später wieder errichtet und war bis 1965 in Betrieb. Sie wurde später geschlossen, funktioniert heute aber als ein historisches Museum der örtlichen Mühlenindustrie, das als Mill City Museum bekannt ist. Der Komplex wurde im Mai 1983 als Historic District in das National Register of Historic Places eingeschrieben und erhielt zeitgleich den Status eines National Historic Landmarks. Außerdem ist der Gebäudekomplex Contributing Property des Saint Anthony Falls Historic Districts, der im März 1971 gebildet wurde.
Direkt vor dem Gebäudekomplex befindet sich der Mill Ruins Park.

## Geschichte
Auf dem Höhepunkt ihrer Produktion konnte die Mühle ausreichend Mehl mahlen, um damit zwölf Millionen Laib Brot täglich zu backen. Eine Anzeige aus den 1870er Jahren pries an, „Forty-one Runs of Stone. Capacity, 1,200 Barrels per Day. This is the largest and most complete Mill in the United States, and has not its equal in quantity and quality of machinery for making high and uniform grades of Family Flour in this country.“ Werbende Übertreibung außen vorgelassen, hat die Mühle tatsächlich, gemeinsam mit der Pillsbury A Mill und anderen Getreidemühlen, die von den Saint-Anthony-Fällen angetrieben wurden, zur Entwicklung der Stadt Minneapolis beigetragen.
Am 2. Mai 1878 entzündete ein Funke den Mehlstaub in der Luft innerhalb der Mühle. Die dadurch entstehende Explosion zerstörte das siebenstöckige Gebäude sowie zwei weitere benachbarte Mühlen. Das nachfolgende Feuer griff auf das umliegende Geschäftsviertel über und zog es in Mitleidenschaft. Vierzehn Arbeiter von Washburn wurden getötet, außerdem vier weitere in benachbarten Gebäuden. Als das „große Mühlenunglück“ machte die Explosion landesweit Schlagzeilen und war der Ausgangspunkt für Reformen in der Mühlenindustrie. Um künftig die Explosion von Mehlstaub zu verhindern, wurden Ventilationsanlagen und andere Vorbeugemaßnahmen überall im Lande in Mühlenbetriebe eingebaut.

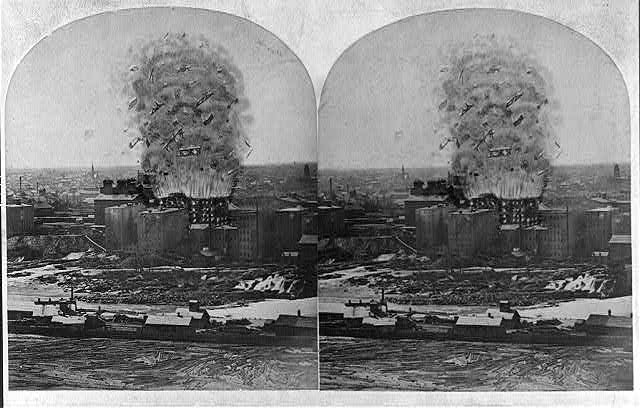
Stereograph-Darstellung des Unglücks aus dem Jahr 1878.

Bis 1880 hatte Washburn die A-Mühle als größte Getreidemühle der Welt wiederaufgebaut, bis auf der anderen Seite des Flusses im Jahr darauf die Pillsbury A Mill errichtet wurde. Washburn vereinte sich später mit John Crosby, um gemeinsam die Washburn-Crosby Company zu gründen, die später zu General Mills wurde.
Nach dem Zweiten Weltkrieg begann die Mehlproduktion in Minneapolis zu stagnieren, weil die Mahltechnik nicht länger von der Wasserkraft abhängig war. Andere Städte, etwa Buffalo, New York wurden in der Mehlindustrie bedeutender. Später in der Unternehmensgeschichte verlagerte General Mills seinen Produktschwerpunkt mehr zur Produktion von Frühstücksflocken und Backmischungen und ging von der Mehlproduktion ab. Da die Washburn A Mill allerdings nur zur Produktion von hellem Mehl ausgerichtet war, konnte sie nicht der Nachfrage nach Vollkornmehl und anderen Produkten standhalten. Aus diesem Grund wurde die Mühle 1965 geschlossen, gemeinsam mit acht weiteren der ältesten von General Mills betriebenen Mühlen, und verblieb ungenutzt. Im Jahre 1991 wurde die alte Mühle durch ein Feuer fast völlig zerstört, während der ausgehenden 1990er Jahre jedoch wurde durch die Stadtverwaltung die Stabilisierung der Ruinen erreicht.
Die Minnesota Historical Society betreibt nun das Mill City Museum innerhalb des Gebäudekomplexes. Das Museum zeigt eine Ausstellung über die Geschichte des Mühlenwesens, Beispiele der Maschinen, die zum Mahlen von Weizenkörnern zu Mehl verwendet wurden, sowie verdeutlicht die Berufe, die auf den acht Stockwerken der Mühle ausgeübt wurden.
Auf dem Dach des angrenzen Weizensilos leuchtet nachts die Leuchtreklame „Gold Medal Flour“ und gegenüber, auf dem anderen Flussufer steht auf der Pillsbury A Mill, dem früheren Konkurrenten, ein Schild mit der Aufschrift „Pillsbury's Best Flour“.